# 境港市

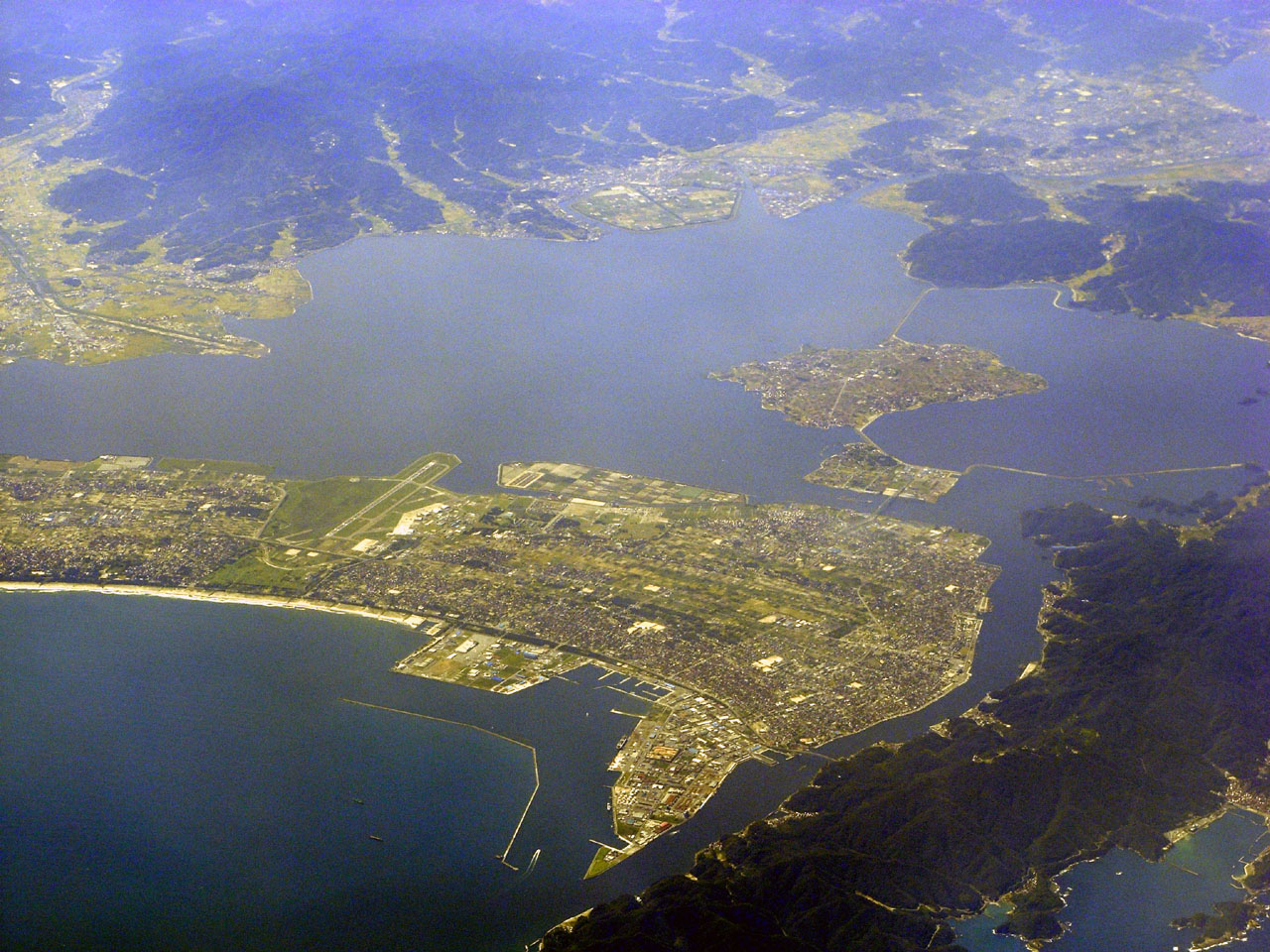
境港市鳥瞰圖

境港市（日语：／ Sakaiminato shi */?）是位於日本中國地方鳥取縣西部的城市，也是日本在日本海沿岸最大的漁業城市，在1992年至1996年期間曾是全日本魚獲量最高的港口。轄區包括弓濱半島北部，東臨日本海、西面中海、北側為連結中海和日本海的通道「境水道」，全市土地皆為砂州堆積所產生，因此海拔高度僅約2公尺。境港的海灘被選入「日本白砂青松100選」和「日本海灘100選」。境港市也是鳥取縣人口最少的市，中國地方、山陰地方及鳥取縣面積最小的市。日本著名漫畫《鬼太郎》的作者水木茂出身於此，因此《鬼太郎》也成為此地的特色之一。

## 人口
| 境港市人口分布圖 |                                               |  |
| 境港市與日本全國年齡別人口分布比較圖 （2005年資料） | 境港市的年齡、男女別人口分布圖 （2005年資料） |  |
| ■紫色是境港市 ■綠色是全国 | ■藍色是男性 ■紅色是女性                       |  |
| 境港市人口變化 \| 1970年 \| 34,145人 \| \| \| 1975年 \| 35,821人 \| \| \| 1980年 \| 37,278人 \| \| \| 1985年 \| 37,351人 \| \| \| 1990年 \| 37,282人 \| \| \| 1995年 \| 37,365人 \| \| \| 2000年 \| 36,843人 \| \| \| 2005年 \| 36,459人 \| \| \| 2010年 \| 35,259人 \| \| \| 2015年 \| 34,174人 \| \| \| 2020年 \| 32,740人 \| \| |                                               |  |
| 資料來源：日本總務省統計中心提供之人口普查數據 |                                               |  |
| 1970年 | 34,145人                                      |  |
| 1975年 | 35,821人                                      |  |
| 1980年 | 37,278人                                      |  |
| 1985年 | 37,351人                                      |  |
| 1990年 | 37,282人                                      |  |
| 1995年 | 37,365人                                      |  |
| 2000年 | 36,843人                                      |  |
| 2005年 | 36,459人                                      |  |
| 2010年 | 35,259人                                      |  |
| 2015年 | 34,174人                                      |  |
| 2020年 | 32,740人                                      |  |

## 歷史
在8世紀的古籍《出雲國風土記》中曾提到「夜見島」，即相當於現在境港市的位置，經過多年的堆積作用後，與現在的米子地區相連，形成現在的弓濱半島，在1398年的『大山寺緣起繪卷』中，也有關於弓濱半島的敘述。由於位於此地外海的隠岐島曾是後鳥羽天皇和後醍醐天皇的流放地，因此此地的文化都與此兩天皇略有相關。
從戰國時代起，此地區由於適合水師的停泊，成為各家爭奪的地區，最後成為毛利氏的軍事據點。江戶時代後成為鳥取藩的領地，明治時代後成為日本在日本海側航線的主要港口，並與朝鮮半島的釜山、仁仙、元山等地有固定貿易。

### 年表
- 1889年10月1日：實施町村制，現在的轄區在當時分屬：會見郡境町、渡村、外江村、上道村、下濱村（11月改名為余子村）、中濱村。
- 1896年3月29日：汗入郡和會見郡合併為西伯郡。
- 1947年11月1日：外江村改制為外江町。
- 1954年8月10日：境町、渡村、外江町、上道村、余子村、中濱村合併為境港町。
- 1956年4月1日：境港町改制為境港市，人口33,256人。

### 變遷表
| 1889年10月1日 | 1889年 - 1926年 | 1926年 - 1954年      | 1926年 - 1954年      | 1955年 - 1988年     | 1989年 - 現在       | 現在                |
| ------------- | --------------- | -------------------- | -------------------- | ------------------- | ------------------- | ------------------- |
| 境町          | 境町            | 境町                 | 1954年8月10日 境港町 | 1956年4月1日 境港市 | 1956年4月1日 境港市 | 1956年4月1日 境港市 |
| 外江村        | 外江村          | 1947年11月1日 外江町 | 1954年8月10日 境港町 | 1956年4月1日 境港市 | 1956年4月1日 境港市 | 1956年4月1日 境港市 |
| 渡村          |                 |                      | 1954年8月10日 境港町 | 1956年4月1日 境港市 | 1956年4月1日 境港市 | 1956年4月1日 境港市 |
| 上道村        |                 |                      | 1954年8月10日 境港町 | 1956年4月1日 境港市 | 1956年4月1日 境港市 | 1956年4月1日 境港市 |
| 子村          |                 |                      | 1954年8月10日 境港町 | 1956年4月1日 境港市 | 1956年4月1日 境港市 | 1956年4月1日 境港市 |
| 中濱村        |                 |                      | 1954年8月10日 境港町 | 1956年4月1日 境港市 | 1956年4月1日 境港市 | 1956年4月1日 境港市 |

## 行政

### 歷任市長
1. 足立實（1954年9月5日上任）
2. 柏木整一郎（1966年9月5日上任）
3. 安田貞榮（1978年9月5日上任）
4. 黑見哲夫（1989年12月10日上任）
5. 中村勝治（2004年7月25日上任）
6. 伊達憲太郎（2020年7月25日上任）

## 交通

### 機場
- 美保飛行場

### 港口
- 境港
有韓國DBS Cruise Ferry所經營的定期航班往來於韓國東海市與俄羅斯海參崴

### 鐵路
- 西日本旅客鐵道
  - 境線：（米子市） - 米子機場站（腳步聲怪車站） - 中濱車站（牛鬼駅） - 高松町車站（すねこすり駅） - 子車站（子泣爺爺車站） - 上道車站（木棉妖車站） - 馬場崎町車站（樹精車站） - 境港車站（鬼太郎車站）

|  |  |
|  |  |

## 觀光資源

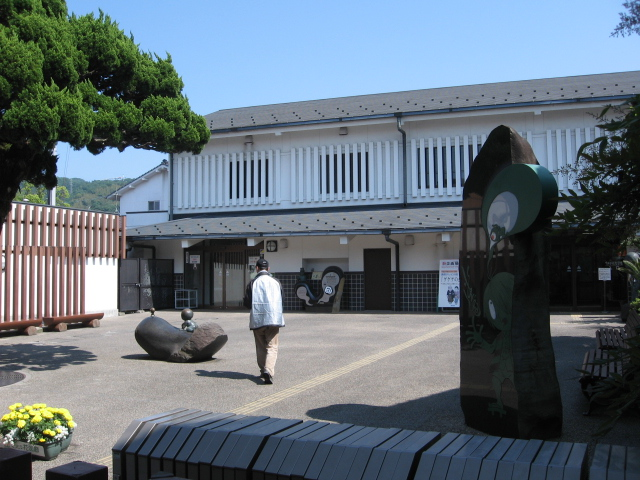
水木茂紀念館

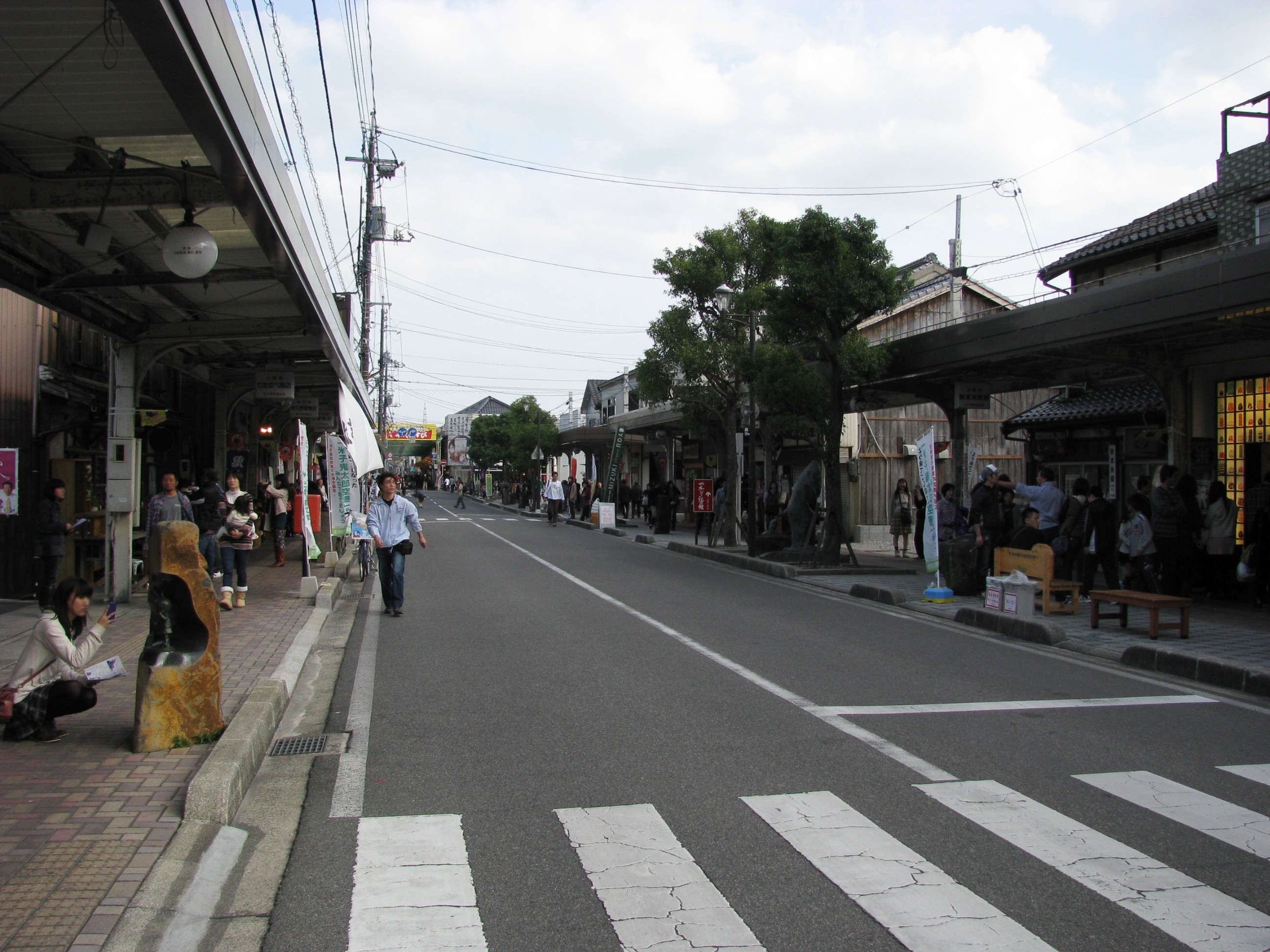
水木茂路

景點
- 鳥取藩台場遺跡、境台場遺跡
- 弓濱絣
- 水木茂紀念館
- 水木茂路

祭典
- 水木茂生誕祭（3月）
- 櫻花祭（4月）
- 港祭（7月）
- 境港妖怪爵士慶典（7月）
- 水産祭（10月）

## 教育
高等學校
- 鳥取縣立境高等學校
- 鳥取縣立境港總合技術高等學校

## 姊妹、友好都市

### 海外
- 琿春市（中華人民共和國吉林省延边朝鲜族自治州）
- 元山市（朝鮮民主主義人民共和國江原道）：締結於1992年，已於2006年取消締結

## 本地出身之名人
- 庄司彦男：前眾議院議員
- 渡邊朗：前靜岡縣沼津市市長、前眾議院議員
- 渡部芳造：前眾議院議員
- 足立盛二郎：第一任郵政事業廳長官
- 足立正：前王子製紙社長
- 足立莊：日本徵兵保險會社（後來的大和生命保險株式會社）創辦人
- 增谷麟：寫真化学研究所創辦人
- 由井敢：住友電氣工業副社長
- 足立倫行：歷史小說作家
- 井田磐山：書法家
- 植田正治：攝影師
- 佐近益栄：小説作家
- 由木康：牧師
- 水木茂：漫畫家
- 宮川大助：漫才師
- 門脇誠一郎：柔道家
- 阿部信文：柔道家
- 木下桂：前足球選手
- 大部由美：女子足球選手

## 外部連結
- （繁體中文） 境港市綜合觀光指南 （页面存档备份，存于）
- （简体中文） 境港综合观光指南 （页面存档备份，存于）
- （日語） 境港商工會議所 （页面存档备份，存于）
- （日語） 境港市體育協會 （页面存档备份，存于）